# NGC 425
NGC 425 é uma galáxia espiral (S?) localizada na direcção da constelação de Andromeda. Possui uma declinação de +38° 46' 09" e uma ascensão recta de 1 horas, 13 minutos e 02,7 segundos.
A galáxia NGC 425 foi descoberta em 11 de Outubro de 1879 por Édouard Jean-Marie Stephan.